# Bia Seidl
Bia Seidl (nacida el 17 de septiembre de 1961 en Río de Janeiro) es una actriz brasileña conocida ampliamente por su participación en numerosas telenovelas.

## Vida personal
Se casó con el cantante Ronnie Von en 1984. Tiempo después se separaron.
Bia Seidl tiene dos hijos: Miranda, con el actor Sérgio Mastropasqua, y el productor de teatro Daniel.

## Filmografía

### Televisión
| Año  | Título                                     | Rol                                  | Notas                                                   |
| ---- | ------------------------------------------ | ------------------------------------ | ------------------------------------------------------- |
| 1981 | Jogo da Vida                               | Vivian                               |                                                         |
| 1982 | Paraíso                                    | Edith                                |                                                         |
| 1983 | Louco Amor                                 | Luciana                              |                                                         |
| 1984 | Corpo a Corpo                              | Laís                                 | participación especial                                  |
| 1985 | A Gata Comeu                               | Gláucia Brandão Penteado             |                                                         |
| 1986 | Dona Beija                                 | Ana Felizardo Sampaio (Aninha/Aniña) |                                                         |
| 1986 | Tudo ou Nada                               | Odila Bourbon                        |                                                         |
| 1987 | Mandala                                    | Mariana                              |                                                         |
| 1988 | Vale Tudo                                  | Marília Dias                         | Episodes: "December 26, 1988–January 6, 1989"           |
| 1989 | O Sexo dos Anjos                           | Angel of Death / Diana               |                                                         |
| 1990 | Delegacia de Mulheres                      | Mariana                              | Episodio: "Elas não Usam Black-tie"                     |
| 1990 | Mico Preto                                 | Beatriz                              |                                                         |
| 1991 | Caso Especial                              | Joana                                | Episodio: "Marina"                                      |
| 1991 | Vamp                                       | Soninha                              |                                                         |
| 1992 | Você Decide                                | Cristina                             | Episodio: "Armadilha do Destino"                        |
| 1992 | Perigosas Peruas                           | Cidinha                              | Participación especial                                  |
| 1993 | Contos de Verão                            | Renata                               |                                                         |
| 1993 | Você Decide                                |                                      | Episodio: "O Filho da Outra"                            |
| 1994 | Memorial de Maria Moura                    | Bela                                 |                                                         |
| 1994 | Você Decide                                | Elza                                 | Episodio: "Mãe Solteira"                                |
| 1995 | Engraçadinha... Seus Amores e Seus Pecados | madre de Sílvio                      | participación especial                                  |
| 1995 | Sangue do Meu Sangue                       | Pola Renon                           |                                                         |
| 2005 | Alma Gêmea                                 | Vera Dias Enck                       |                                                         |
| 2006 | Bicho do Mato                              | Laura Rodrigues                      |                                                         |
| 2007 | Duas Caras                                 | Gabriela Fonseca do Nascimento       | Episodios: "October 1–2, 2007"                          |
| 2008 | Casos e Acasos                             | Cristiana                            | Episodio: "O Triângulo, a Tia Raquel e o Pedido"        |
| 2008 | Casos e Acasos                             | Paloma                               | Episodio: "O Papai Noel, a Perna Quebrada e o Presépio" |
| 2009 | Deu a Louca no Tempo                       | Lola                                 |                                                         |
| 2009 | Paraíso                                    | Aurora Medeiros                      |                                                         |
| 2010 | A Vida Alheia                              | Leila                                | Episodio: "A Vítima"                                    |
| 2011 | Insensato Coração                          | Helena                               | Episodios: "Mayo, 2–Julio 26, 2011"                     |
| 2012 | Lado a Lado                                | Margarida Lemos Vieira               |                                                         |
| 2013 | Dança dos Famosos                          | Ella misma                           | Participante (Domingão do Faustão reality show)         |
| 2017 | A Vida Secreta dos Casais                  | Alice                                |                                                         |
| 2017 | Apocalipse                                 | Débora Koheg                         |                                                         |
| 2018 | Valor da Vida                              | Maria Pia                            | En Portugal en TVI                                      |